# Tarsopoda lanipes
Tarsopoda lanipes är en fjärilsart som beskrevs av Butler 1874. Tarsopoda lanipes ingår i släktet Tarsopoda och familjen glasvingar. Inga underarter finns listade i Catalogue of Life.